# Ibn Kammuna
Ibn Kammuna est un médecin ophtalmologue et philosophe juif ayant vécu au XIIIe siècle à Bagdad. Il a laissé une œuvre fondée sur la lecture de philosophes grecs de l’Antiquité ainsi que de livres plus récents, en particulier ceux d'Avicenne et du mystique Sohrawardi. Les écrits d'Ibn Kammuna portent sur ce que l’on appelle aujourd'hui l'épistémologie et la psychologie. Il y aborde les problèmes de la connaissance, de l’âme, de la révélation et des prophéties. Deux de ses textes portent sur les religions : le Tanqih, traité dans lequel il compare le judaïsme, le christianisme et l’islam, ainsi qu'un traité sur la différence entre rabbinites et karaïtes. Son traité sur l'immortalité de l'âme contient des passages où il est question de médecine. Deux poèmes lui sont connus.
Ibn Kammuna a passé quasiment toute sa vie à Bagdad. Il y a vécu le renversement du pouvoir musulman par les troupes Mongoles de Houlagou Khan en 1258. À la suite de cela, les Mongols ont établi pour une trentaine d'années leur politique traditionnelle de tolérance religieuse, amenant avec eux une population qui comprenait chamanes, nestoriens, bouddhistes, musulmans etc. Les musulmans sont restés majoritaires dans les territoires conquis, mais cette société multiconfessionnelle n'était plus réglementée par les principes de l'islam, comme c'était le cas avant 1258 et comme ce sera de nouveau le cas après la conversion des souverains Mongols à l'islam. Ibn Kammuna a rédigé la plus grande partie de ses œuvres durant cette période. De famille juive, il était versé dans les écritures hébraïques et islamiques. Il a porté un regard parfois très critique sur l'islam, mais il a aussi témoigné d'une forme d'estime pour cette religion ainsi que pour le christianisme, notamment par ses éloges de Mahomet et de Jésus. Ses écrits attestent de son attachement au judaïsme.
La majorité de l'œuvre d'Ibn Kammuna a été conservée, principalement grâce aux manuscrits des bibliothèques de Turquie, d'Irak et d'Iran. L'ensemble des écrits d'Ibn Kammuna a été recensé et ils sont progressivement édités dans la langue des manuscrits qui les a transmis, principalement l'arabe. Seul une fraction de son œuvre a été traduite dans d'autres langues. Le livre d'Ibn Kammuna qui, de loin, suscite aujourd'hui le plus d'attention est celui qui peut être considéré comme la première étude comparative du judaïsme, du christianisme et de l'islam : le Tanqīḥ al-abḥāth lil-milal al-thalāth. Écrit par Kammuna en 1280, ce traité a été traduit en anglais et publié en 1971 sous le titre de Examination of the Three Faiths. A Thirteenth Century Essay in the Comparative Study of Religion.. Depuis 2012 il est aussi traduit en français sous le titre L'examen de la critique des trois religions monothéistes.

## Éléments de biographie
Peu d'informations sont disponibles sur la vie d'Ibn Kammuna. Il est toutefois possible de formuler certaines hypothèses sur ses activités et sa personnalité sur la base de ses œuvres et d'une connaissance du contexte social, politique et culturel dans lequel il a vécu. Son nom complet est : 'Izz al-Dawla Sa'd b. Mansur b. Sa'd b. al-Hasan b. Hibat Allah Ibn Kammūna al-Baghdadi. Ce nom reprend celui de son père (Mansur), son grand-père (Sa'd), son arrière-grand-père (al-Hasan) et son arrière-arrière-grand-père (Hibat Allah). Ce nom indique aussi qu'il était de Bagdad. Le titre « Izz al-Dawla » est lié au fait qu'il occupait une fonction dans l'administration de l'empire. Il est né au début du XIIIe siècle. On ne sait rien sur sa jeunesse. Les traces de ses activités se répartissent entre 1254 et 1284. En 1284, il fut victime d'une tentative de lynchage qui est l'épisode le mieux connu de sa vie. Il en réchappa et passa ses derniers jours à Hilla, chez son fils. Il y est mort en 1284 ou peu après.

### La situation sociale d'Ibn Kammuna
Ce que l’on connait d'Ibn Kammuna est principalement son œuvre philosophique. Cependant, en terre d'islam, l'enseignement et l'étude de la philosophie ne dépendait d'aucune institution, il s'agissait d'une activité privée. Ibn Kammuna, comme l'avaient fait avant lui Avicenne, al-Farabi et d'autres, a ainsi travaillé à l'écriture de ses livres parallèlement à une activité professionnelle dont on ne connait pas la nature exacte. Il indique en plusieurs endroits de son œuvre que sa profession est en complet contraste avec ses études, ce qui laisse penser qu'il ne fut pas enseignant. Il semble cependant qu'à la fin de sa vie, de nombreuses personnes ont voulu recevoir ses enseignements et qu'il a donné cet enseignement de manière informelle. Ses « étudiants » étaient en même temps des personnages importants et haut placés dans l'administration de l’État, tel que Dawlastshah, un gouverneur auquel Ibn Kammuna a prodigué des encouragements et des conseils lorsqu'il lui dédiait le al-Jadid fi l-hikma vers 1278.
Ibn Kammuna a eu des échanges de correspondance sur des questions philosophiques avec des intellectuels reconnus de son temps. Ses lettres ne sont pas datées mais, selon la succession des lettres avec un même interlocuteur, on remarque qu'Ibn Kammuna a progressivement acquis une reconnaissance de ses pairs. Ainsi, l'un de ses correspondants, Tusi, mort en 1274, a employé dans sa lettre la plus tardive le genre d'adresse que l'on emploie pour celui que l'on considère avec beaucoup respect pour sa science, ce qu'il n'avait pas fait précédemment.
Le texte le plus ancien d'Ibn Kammuna est al-Matalib écrit en 1254. Il s'agit d'un traité de synthèse et d'introduction à la philosophie. Il y fait allusion à un traité sur l'immortalité de l'âme qu'il aurait écrit auparavant, mais celui-ci n'a pas été conservé. Ibn Kammuna n'a pas dédicacé ces premiers écrits. L'usage de son époque voulait cependant qu'un auteur - notamment s'il s'agissait de ses premiers textes à prétention philosophique -, les dédicace à son mentor, son protecteur, celui qui l'avait aidé d'une manière ou d'une autre à commencer ses études. L'absence de dédicace des premières œuvres d'Ibn Kammuna laisse penser qu'il a commencé ses études sans direction et de son propre chef, et c'est apparemment son commentaire du Talwihat de Sohrawardi, achevé en 1268, qui en a fait un philosophe reconnu.

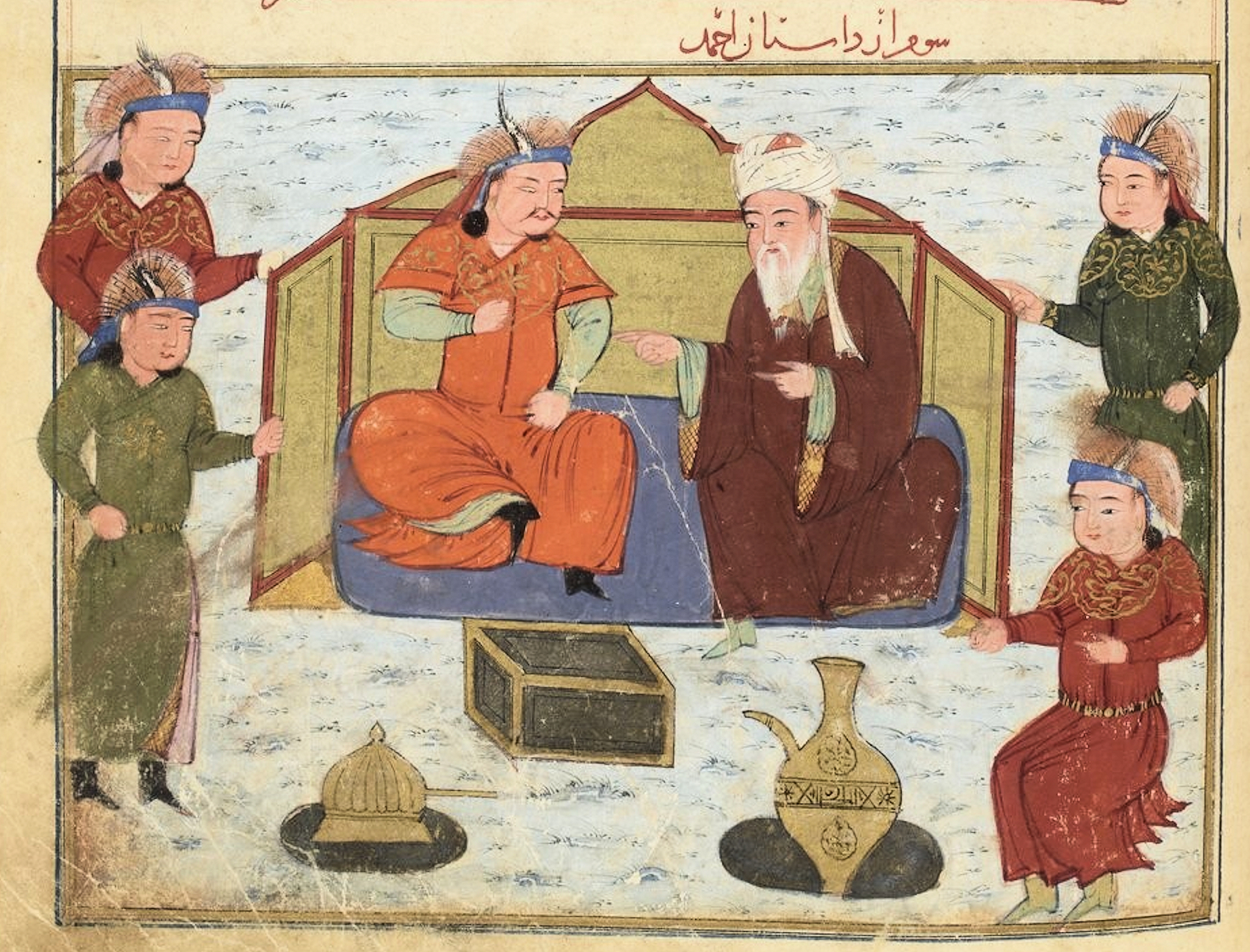
Ahmad Teküder et Shams al-Dîn Al-Juwayni, le protecteur d'Ibn Kammuna

Ibn Kammuna a par la suite dédicacé fréquemment ses ouvrages. Le premier à l'avoir été est son commentaire du Isharat ou Récit de Salâmân et Absâl d'Avicenne rédigé en 1273 et que Kammuna a dédié à Sharaf al-Din Harun, l'un des fils de Shams al-Din al-Juwayni. D'autre textes seront ensuite dédicacés à des personnes qui sont toutes, à un degré ou à un autre, de la famille ou de l'entourage d'al-Juwayni. Il apparaît ainsi assez clairement qu'Ibn Kammuna est devenu « client » ou « protégé » du clan al-Juwayni. Celui-ci fut vizir de 1263 à 1284, c'est-à-dire, l'un des tout premiers personnages de l’État, et la situation sociale d'Ibn Kammuna pourrait avoir largement dépendu de ses rapports avec la famille al-Juwayni, tant pour sa fortune que pour les déboires qu'il a connus en 1284. Son activité professionnelle pourrait ainsi avoir été d'occuper des fonctions officielles dans l'administration de l’État. Le titre de « Izz al-Dwala » qui était donné à de hauts fonctionnaires sous les règnes des Khan et qui a été accolé au nom d'Ibn Kammuna en témoigne. Al-Juwayni qui était à la tête de cette administration tomba lorsque le khan Arghun prit le pouvoir en 1284. Il le fit exécuter ainsi que plusieurs de ses fils tandis qu'Ibn Kammuna fut menacé de mort et contraint de fuir Bagdad cette même année.

### La situation politique et religieuse de Bagdad à l'époque d'Ibn Kammuna
Les écrits de comparaison des religions d'Ibn Kammuna constituent un cas unique et sans lendemain dans un monde médiéval où il était partout interdit de prêcher la religion autrement que dans le sens du pouvoir en place. Ce qui les a rendus possibles est la situation politique et religieuse tout à fait exceptionnelle qu'ont connues la Perse et l'Irak dans la seconde moitié du XIIIe siècle. En 1258 des troupes mongoles de Houlagou Khan, un petit-fils de Gengis Khan, se sont emparées de Bagdad. Après avoir tué le calife et pris le pouvoir, les Mongols ont appliqué leur politique de tolérance religieuse. Durant la trentaine d'années qui suivit leur arrivée, et avant que les descendants de ces conquérants ne se convertissent à l'islam, les minorités religieuses de cette région, c'est-à-dire les musulmans chiites, les chrétiens dits nestoriens, les juifs, les zoroastriens mais aussi les bouddhistes venus avec les Mongols, connaîtront une liberté d'expression dans une société multiconfessionnelle que l'islam sunnite, bien que majoritaire, ne pouvait plus prétendre réglementer selon ses lois.
Les Mongols avaient pour tradition de laisser s'exprimer et d'écouter les différents écoles ou groupes religieux des populations dont ils s'étaient faits les souverains. Guillaume de Rubrouck qui a fait le voyage jusqu'en Mongolie, y a rencontré en 1254 Mangou Khan, l'oncle de Houlagou Khan. Par son récit de voyage il a laissé une description précise de l'attitude des souverains mongols envers les différentes religions. Tout en conservant leurs pratiques religieuses chamaniques, les dirigeants mongols laissaient s'exprimer bouddhistes, juifs, chrétiens, musulmans et chamanes, qui pouvaient être invités à discuter de leurs doctrines à la cour. L'exigence valable pour tous était de se prosterner devant le Khan et de reconnaître qu'il était empereur par la volonté du Ciel.
La famille dirigeante mongole comptait parmi ses membres surtout des chrétiens et des bouddhistes. Ainsi l'épouse de Houlagou Khan était chrétienne. Cependant ni Mangou Khan ni Houlagou Khan ne se sont déclarés de l'une ou l'autre religion. Leur attitude et celle de leur entourage à l'égard de telle ou telle communauté témoignait néanmoins d'une préférence. Ainsi les églises et les chrétiens furent épargnées lors de la prise de Bagdad par les Mongols en 1258.
Sous le règne de Houlagou Khan, le pouvoir a été nettement favorable aux chrétiens, bien que les musulmans étaient alors majoritaires. Son fils Abaqa lui succéda en 1265 et il privilégia lui aussi bouddhistes et chrétiens. Son frère ainé, Ahmad Teküder, qui obtient le pouvoir en 1282, se convertit à l'islam et prit le titre de Sultan. Il ne régna que deux ans. En 1284 il fut renversé par son neveu Arghun qui était bouddhiste. Dans la famille dirigeante, la préférence des divers prétendants au pouvoir pour l'une ou l'autre religion commence alors à avoir une importance déterminante sur ses chances de l'emporter. En 1295, après une dizaine d'années de confusions, pendant lesquelles quatre souverains seront renversés par leur successeur, Ghazan, converti à l'islam, prit le pouvoir. La politique de tolérance religieuse des Mongols est définitivement révolue avec ce règne.

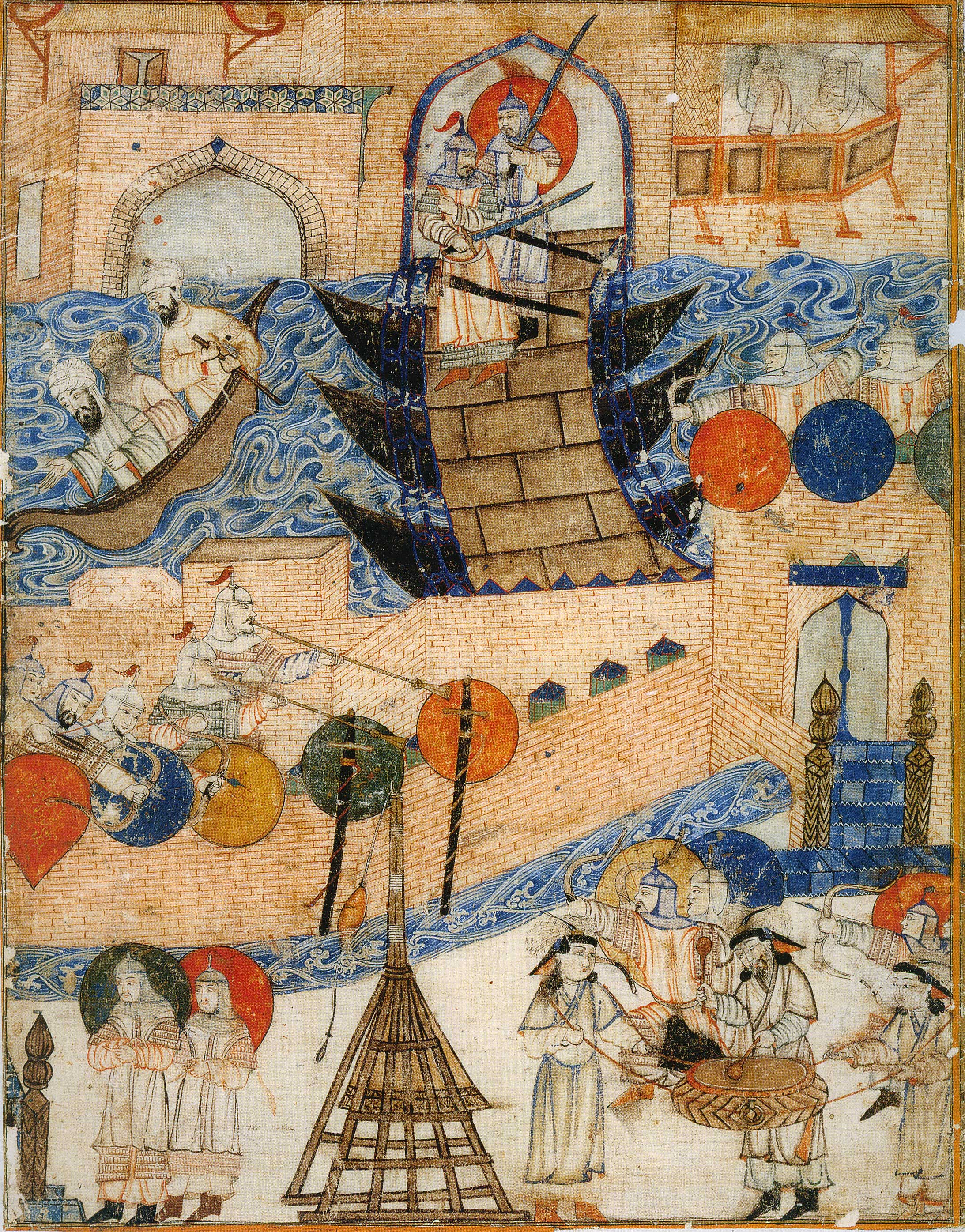
Siège de Bagdad par les Mongols en 1258.
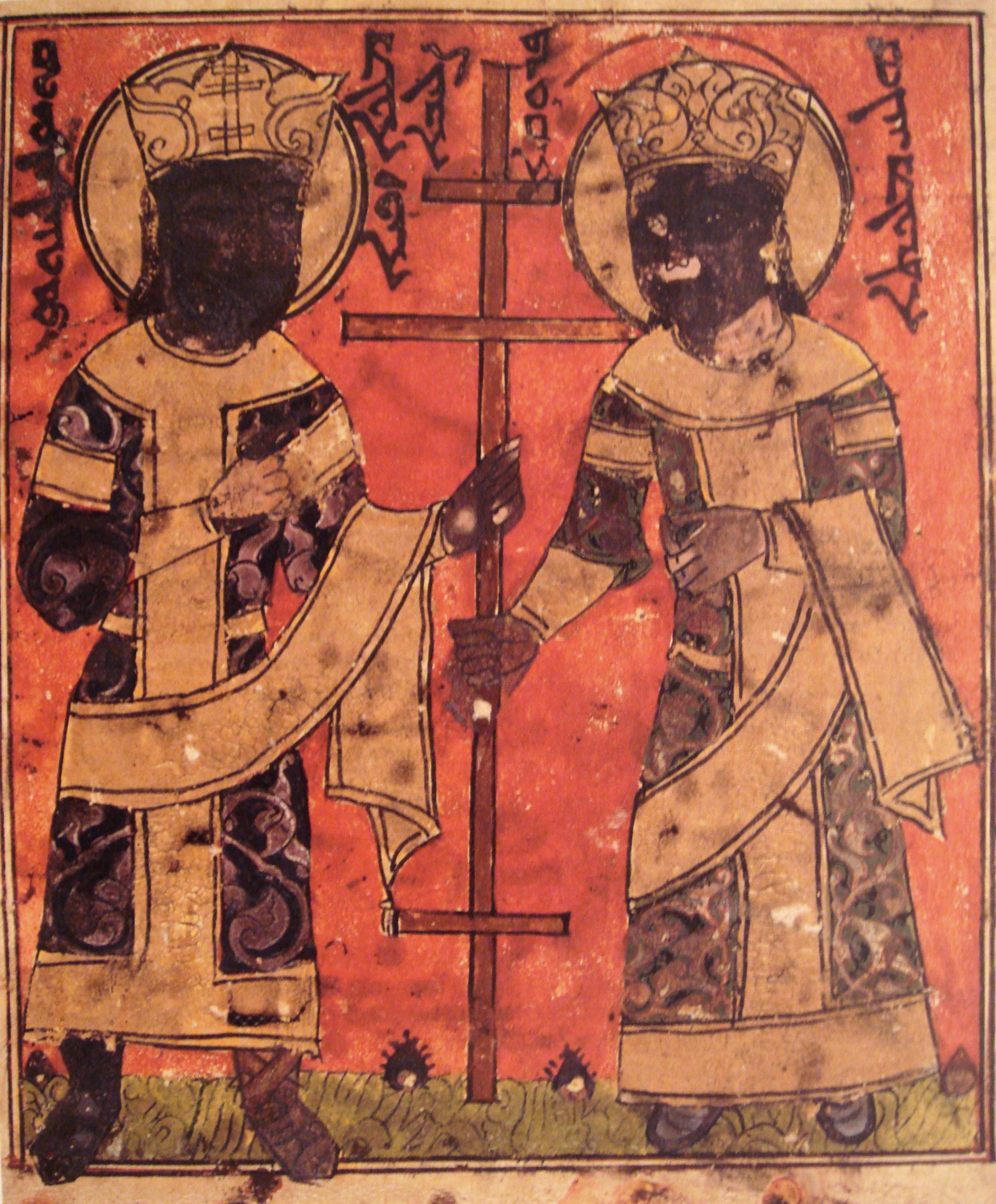
Houlagou Khan et sa femme Doquz Khatun dans une Bible syriaque.
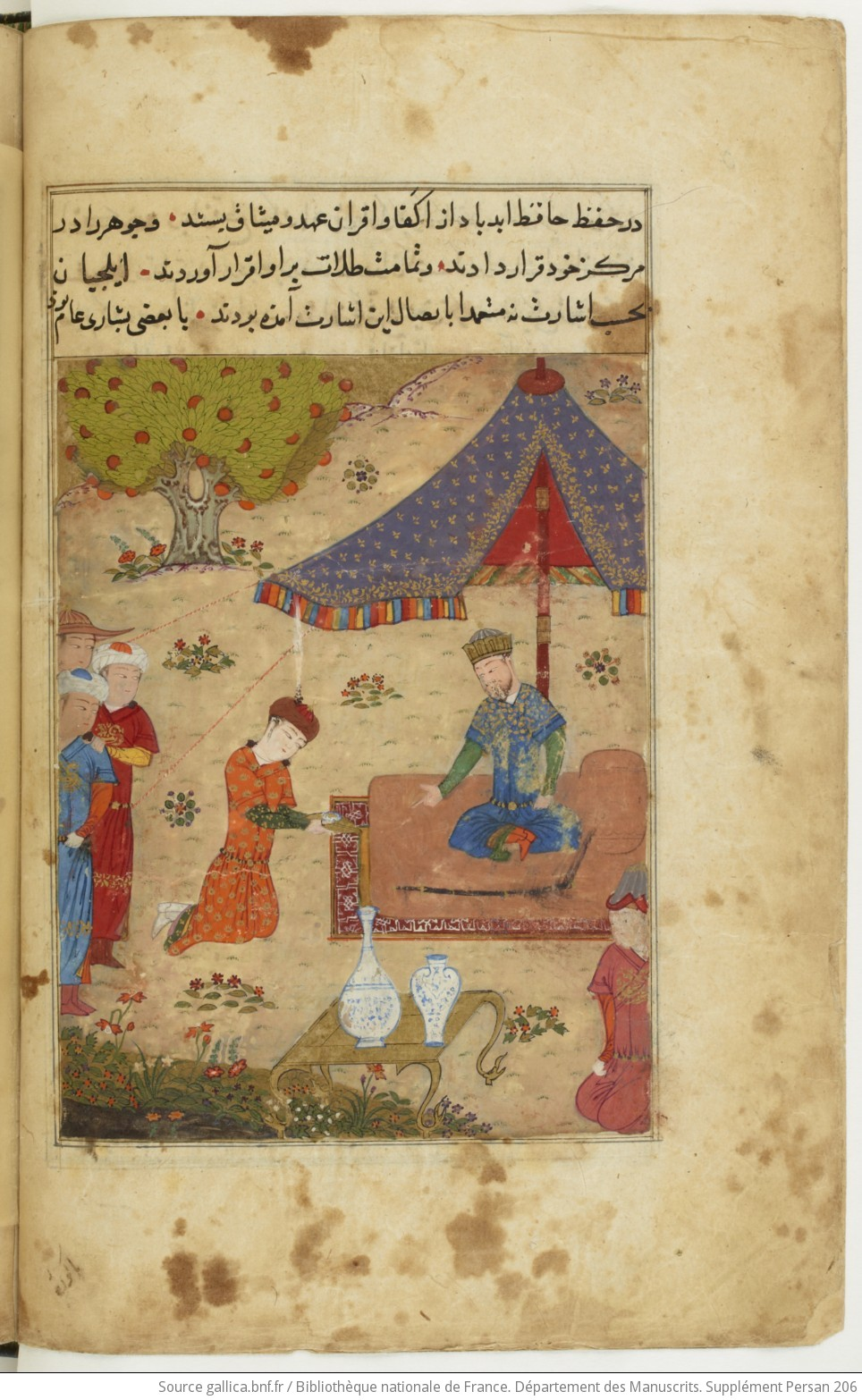
Ahmad Teküder recevant une ambassade.
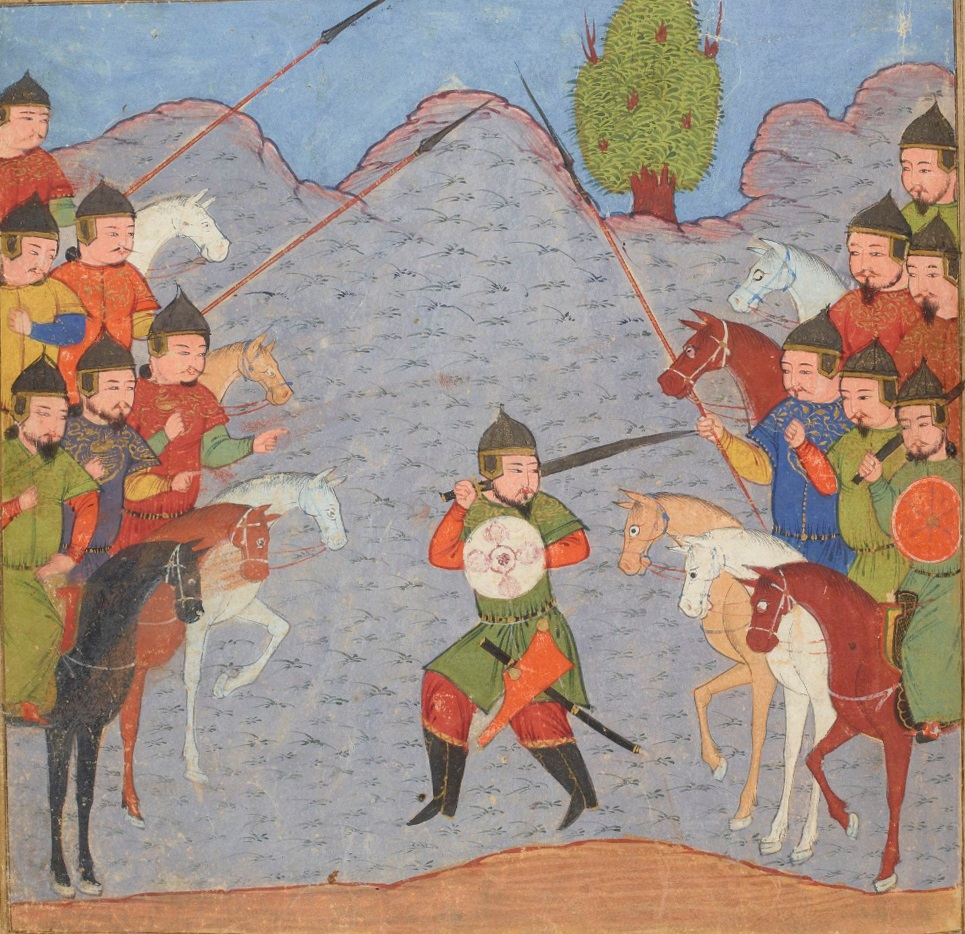
Représentants de Baïdou, négociant avec ceux de Ghazan, son successeur.
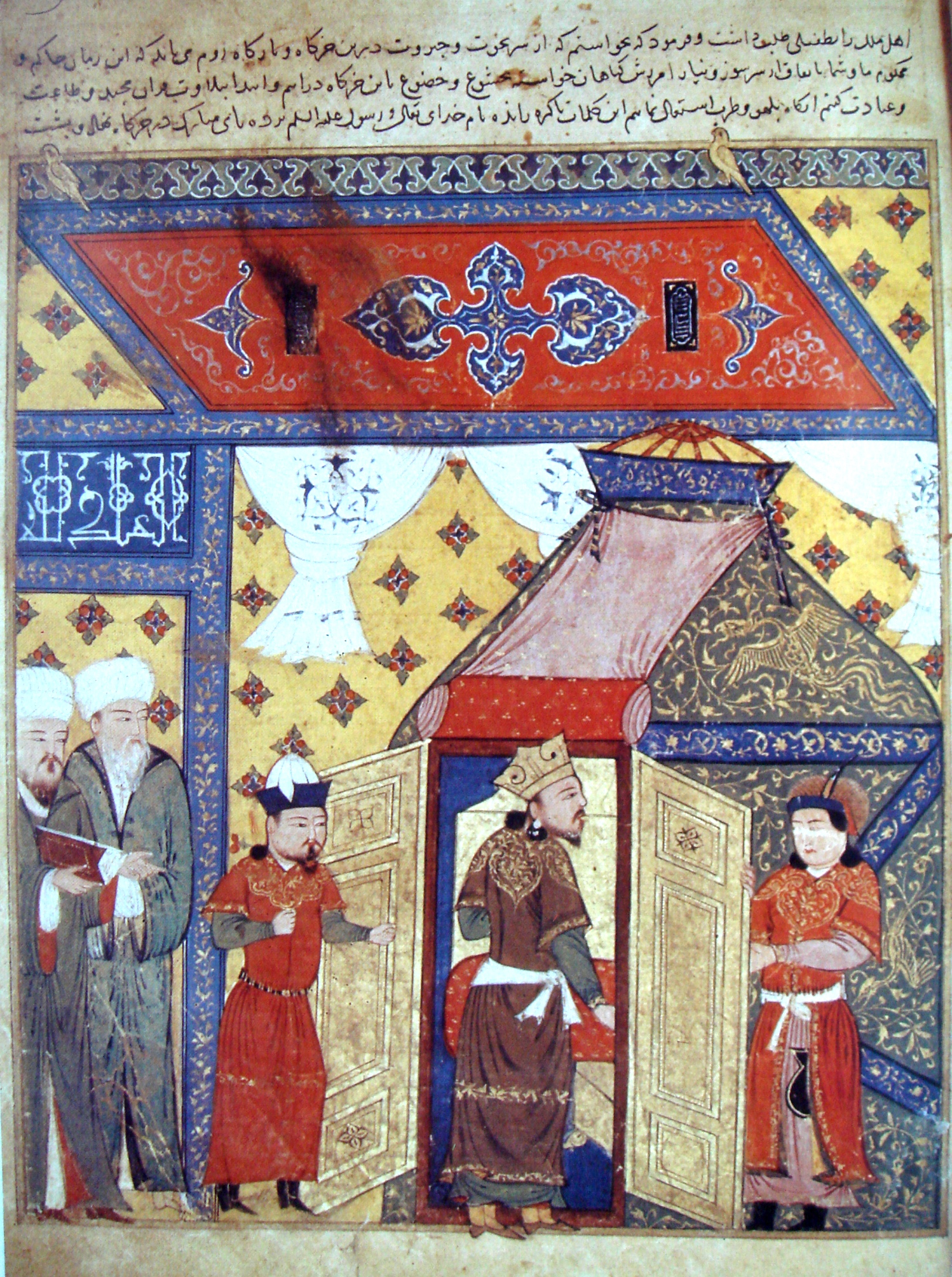
La conversion de Ghazan à l'islam.

### L’année 1284

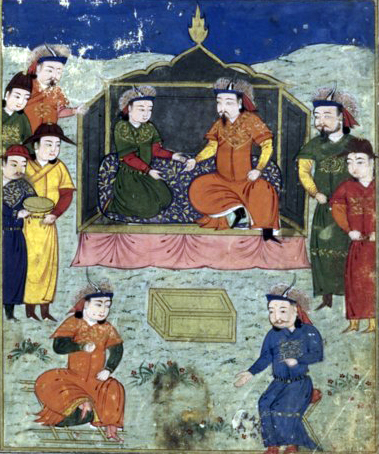
Ahmad Teküder et son neveu Arghun.

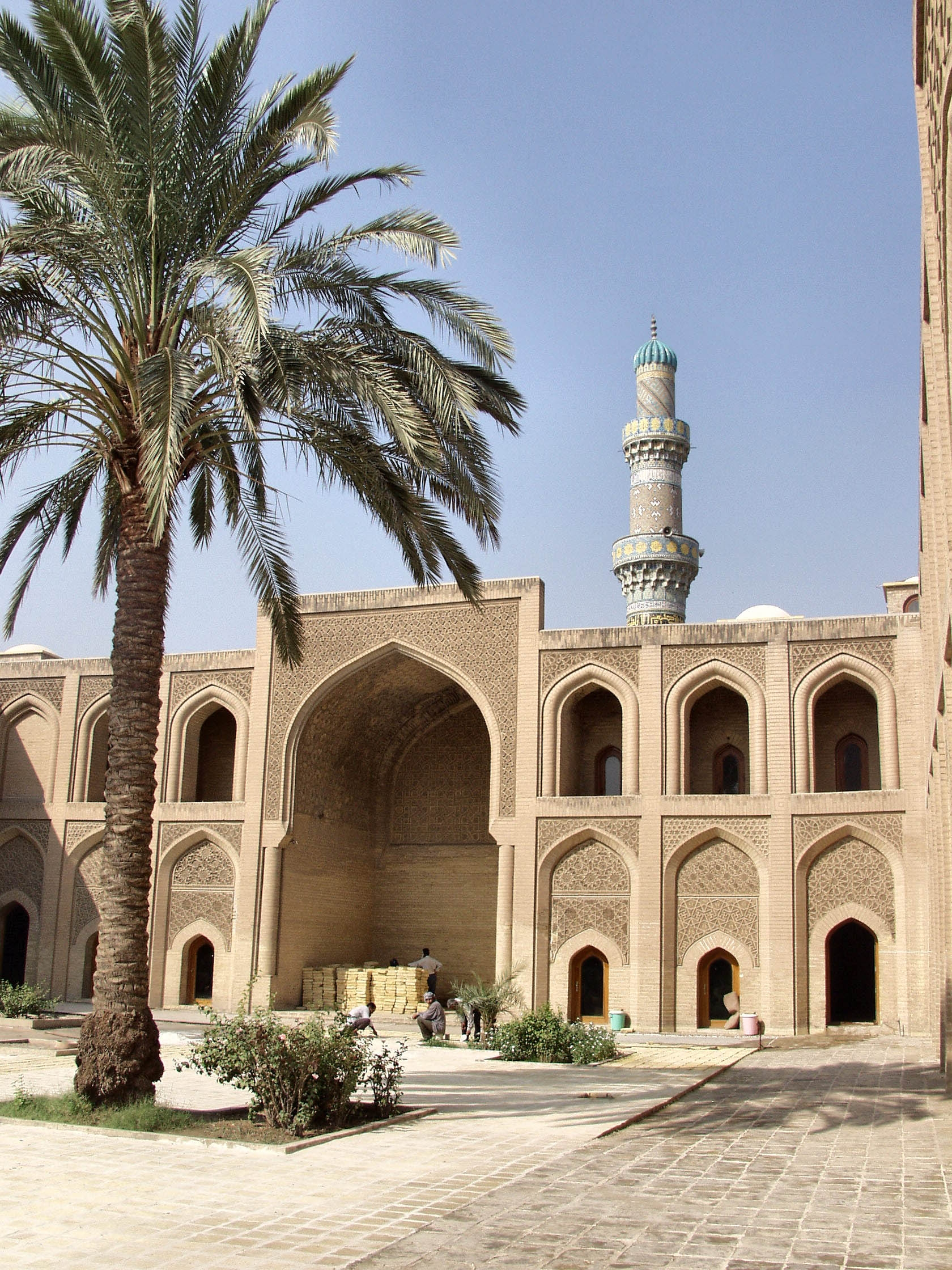
Madrasa al-Mustansiriyya à Bagdad.

À Bagdad, l'année 1284 fut marquée d'un changement de souverain dans la dynastie Houlaïdes : Ahmad Teküder fut renversé par son neveu Arghun. Ayant pris le pouvoir, Arghun fit exécuter le vizir Al-Juwayni et plusieurs de ses fils le 16 octobre 1284. Avec ces évènements, Ibn Kammuna perdait son protecteur et celui sous la direction duquel il travaillait dans l'administration de l'État. Cette même année Ibn Kammuna fut victime d'une tentative de lynchage dont une chronique raconte qu'elle est liée à la parution du traité dans lequel il comparait le judaïsme, le christianisme et l'islam, le Tanqih :

« En cette année se répandit à Bagdad que Izz al-Dwala Ibn Kammuna al-Yahudi composa un livre qu'il intitula : al-Abbat an al-milal al-talat. Il y traita des Prophéties en des termes que Dieu nous garde de répéter. La foule, déchaînée, se rassembla pour forcer sa demeure et le mettre à mort. L'Émir Tamaskay, préfet militaire de l'Irak, Magd al-Din Ibn al-Atir et le personnel de l'Administration se rendirent, en monture, à la Madrasa al-Mustansiriyya. Ils y convoquèrent le Juge Suprême et les enseignants pour établir une enquête sur l'affaire. Ils mandèrent Ibn Kammuna. Mais celui-ci s'était terré. Or, il arriva que c'était un vendredi. Le Juge Suprême prit sa monture pour se rendre à la prière. La foule lui fit barrage et il dut s'en retourner à la Mustansiriyya. Ibn al-Atir sortit alors pour apaiser la foule. Celle-ci lui lança des insultes, l'accusant de prendre parti pour Ibn Kammûna et de le protéger. Le préfet militaire donna l'ordre de publier dans Bagdad qu'on vienne le lendemain, de bonne heure, hors de l'enceinte pour mettre Ibn Kammuna au bûcher. La foule s'apaisa et, depuis lors, on n'entendit plus parler de lui. Quant à Ibn Kammuna, il fut mis dans un coffre capitonné de cuir et transporté à Hilla, où son fils remplissait la charge de secrétaire. Ibn Kammuna y vécut quelque temps et y mourut. »

— Chronique de 1284, Traduction Habib Bacha.
Le livre qui suscita un tel scandale en 1284 avait été publié en 1280, soit quatre ans avant que l'affaire n'éclate. Il s'agit du Tanqih al-abhat li-l-milal al-talat, bien que l'auteur de la chronique se soit trompé dans sa citation du titre. Cet écrit d'Ibn Kammuna contient une forte critique de l'islam, mais le temps qui s'est écoulé entre la publication de ce livre et la réaction de la foule laisse penser que le scandale a d'autres raisons que le seul contenu du livre (p. 17). Plusieurs explications ont été avancées pour expliquer ce décalage. Perlman estime que les persécutions subies par Kammuna ont pu être la conséquence d'une exaspération de la population musulmane de Bagdad consécutive au renversement de Ahmad Teküder, qui était musulman, par Arghun, qui était bouddhiste. Pour sa part, Dominique Urvoy suggère qu'Ibn Kammuna avait écrit ce livre pour un cercle limité de lecteurs, tandis qu'il créa un fort ressentiment lorsqu'il parvient à un lectorat plus large. Enfin, Pourjavady et Schmidtke proposent de voir dans la disgrâce dans laquelle était tombé le principal protecteur de Kammuna, le Vizir Shams al-Din al-Juwayni, la cause la plus immédiate de sa persécution. L'ire populaire comme les poursuites judiciaires envisagées contre lui serait un aspect de la tourmente sévissant sur l'entourage de Shams al-Din al-Juwayni.

### Les débats sur la conversion de Kammuna à l'islam
Un manuscrit du Matalib' de Kammuna comporte un ajout du copiste selon lequel Kammuna se serait converti à l'islam à la fin de sa vie. Cette glose précise qu'il s'est converti au chiisme duodéciman.
L'idée d'une conversion de Kammuna à l'islam à un moment plus précoce a ensuite été argumentée au XIXe siècle. En 1877, Moritz Steinschneider soutenait que le passage du Tanqih dans lequel Kammuna fait l'éloge de Mahomet est la preuve de sa conversion. Selon Pourjavady et Schmidtke il s'agit là d'un propos fondé sur une lecture très partielle du Tanqih dont une lecture plus approfondie laisse plutôt penser que son auteur avait une assez mauvaise opinion de l'islam. Karl Brockemman a lui aussi soutenu l'idée d'une conversion assez précoce de Kammuna à l'islam. Cependant il fondait son argumentation sur l'attribution a Kammuna d'un traité de polémique anti-juive dont il est aujourd'hui établi qu'il n'en est pas l'auteur. Ce traité est le fait d'un juif converti à l'islam, Samaw'al al-Maghribī qui a lui aussi vécu à Bagdad et que le catalogue des manuscrits de la bibliothèque Suleman d'Istanbul a confondu avec Kammuna.
Si ce n'est l'inscription sur le manuscrit du Matalib' d'Ibn Kammuna, rien n'indique qu'il ait été considéré comme un musulman. Une conversion reconnue à l'islam aurait eu pour conséquence un changement dans la version longue de son nom, il aurait été appelé « Izz al-Dawla al-Din » ou « Izz al-Din » et non pas simplement « Izz al-Dawla ».
Pourjavady et Schmidtke font remarquer que l'idée d'une conversion de Kammuna à l'islam résiste très mal à la lecture de ses écrits. Ils considèrent néanmoins que l'indication ajoutée sur ne permet pas d'exclure totalement que Kammuna se soit converti à l'islam à la fin de sa vie. En fonction des éléments biographiques disponibles sur Kammuna, cette hypothétique conversion se situerait entre 1284, moment où il a échappé au lynchage, et sa mort à Hilla, là où il avait trouvé refuge. Or il semble que Kammuna n'ait pas vécu longtemps après l’évènement de 1284. Cela signifierait qu'il se serait immédiatement converti à la religion au nom de laquelle il venait d'être persécuté. Le livre qui lui avait valu cette percussion comporte un passage qui selon Pourjavady et Schmidtke apporte un éclairage intéressant sur l'hypothèse de la conversion de Kammuna à l'islam :

« Il est clair que rien ne prouve que Muhammad ait atteint la perfection, ni qu'il ait eu la capacité de faire progresser les autres comme on le prétend, pas plus que rien de ce qui a été avancé sur le sujet n'a été prouvé. Par exemple, l'allégation selon laquelle le monde va de l'erreur à la vérité, du mensonge à la véracité, de l'obscurité à la lumière, etc. Mais c'est précisément ce qui était l'objet de débat. C'est pourquoi, à ce jour, nous n'avons jamais vu personne se convertir à l'islam si ce n'est sous la terreur, ou parce qu'il cherche le pouvoir, ou pour éviter de lourds impôts, ou bien parce qu'il a eu un enfant avec une femme musulmane, ou encore pour échapper à une humiliation, ou pour d'autres raisons similaires. Nous ne voyons pas non plus de respectable, pieux et saint non-musulman, bien au fait de sa foi autant que de celle de l'islam, aller vers l'islam si ce n'est pour l'une des raisons indiquées ci-dessus. »

— Ibn Kammuna, Tanqih.

## Œuvres
Les œuvres philosophiques d'Ibn Kammuna furent principalement conservées grâce à des copies effectuées en milieu musulman, et ces œuvres eurent un rôle important dans les développements postérieurs de la pensée philosophique en terre d'islam. Les écrits d'Ibn Kammuna ont ainsi principalement été conservés dans des bibliothèques de Turquie, d'Irak et d'Iran. La conservation de ses travaux comparatifs est quant à elle due à un milieu juif karaïte qui s'est moins intéressé à ses écrits philosophiques. Des communautés juives ont cependant conservé des fragments d'œuvres qui ne seraient pas connues sans cela. Des traductions en hébreu du Tanqih et du traité sur la différence entre rabbinites et karaïtes se trouvent à Berlin, Oxford et Berkeley. Avec un manuscrit arabe de ces mêmes traités conservé à Rome et quelques autres textes présents dans diverses bibliothèques d'Europe et d'Amérique, le manuscrit hébreu de Berlin est resté jusqu'au milieu du XXe siècle la principale source d'une connaissance de l'œuvre d'Ibn Kammuna en Occident.
L'ensemble des écrits d'Ibn Kammuna a commencé à être répertorié au début du XXe siècle par Hellmut Ritter et Agha Buzurg al-Tihrani. Les recherches sur l'attribution de ces textes ou de certains fragments d'œuvres à Ibn Kammuna se sont poursuivies tout au long du XXe siècle et ne sont pas totalement terminées. Elles sont le fait de chercheurs tels que Mose Perlmann, Leon Nemoy, Sayyid Musawi, Hossein Ziai, Ahmed Alwishah, Omer Mahir, Y. Tzvi Langerman, Adb Allah Nurani, Insiyah Barhah, Abib Bacha, Reza Pourjavady et Sabine Schmidtke.
Reza Pourjavady et Sabine Schmidtke ont proposé en 2006 une synthèse des travaux effectués à ce jour, recensant l'ensemble de ses œuvres ainsi que celles qui lui sont attribuées de façon incertaine. Les écrits d'Ibn Kammuna n'ont pas encore tous fait l'objet d'une édition en arabe, leur langue d'origine, très peu ont été traduits en d'autres langues.

### Commentaires
- Sharh al-usul wa-l-jumal min muhimmat al-'ilm wa-l-'amal (1273) : commentaire du al-Isahrat wa-l-tanbihat d'Avicenne.
- Sharh al-Talwihat (1268) : commentaire du Talwihat de Sohrawardi. Ce texte a été publié en anglais sous le titre Refinement and Commentary on Suhrawardi's Intimations. 2003.
- Ta'aliq 'ala l-su'alat al-murada 'ala l-usulayn min Kitab al-Ma'alim (1268) : commentaire sur les remarques de Najm al-Din al-Katibi sur le Kitab al-Ma'alim de Fakhr al-Din al-Razzi.

### Traités philosophiques
- al-Jadid fi l-hikma (1278) : long traité de philosophie en sept livres, chaque livre comprenant sept chapitres.
- al-Matalib al-muhimma min 'ilm al-hikma (1259) : bref traité en sept chapitres pour une présentation des grandes questions de la philosophie, de la logique à la science de l’âme.
- Taqrib al-mahajja wa-tahdhib al-hujja (1259) : bref traité de philosophie.
- Kalimat wajiza mushtamila `ala nukat latifa fi l-'ilm wa-l-'amal, livre en vingt chapitres, composé de deux parties, dont chacune se divise en deux sections comprenant chacune cinq chapitres.
- Ithbat al-mabda' wa-sifatihi wa-l-'amal al-muqarrib ila llah
- Kitab fi l-kalam wa-l-falsafa
- Risala fi l-kalam
- Maqala fi l-tasdiq bi-anna nafs al-insan baqiya abadan
- Maqala fi anna l-nafs laysat bi-mizaj al-badan wa-la ka'ina `an mizaj al-badan
- Maqala fi anna wujud al-nafs abadi wa-baqa'aha sarmadi

### Comparaisons des religions
- Maqala fi tanqih al-abhath li-l-milal al-thalath

Le Tanqih comporte d'abord un chapitre sur les prophéties en général, puis trois chapitres traitant successivement du judaïsme, du christianisme et de l'islam. Selon Habi Bacha l'auteur se montre favorable au judaïsme, sceptique envers le christianisme et sévère envers l'islam contre lequel il emploie l'invective, le sarcasme et l'ironie. Il fait néanmoins l'éloge de Mahomet et de Jésus.
- Traité sur la différence entre rabbinites et karaïtes.